# Tapa, Estonia
Tapa este un oraș (linn) în Județul Lääne-Viru, Estonia.
1. ↑  Eesti kohalik omavalitsus ja liidud 100. 1, Omavalitsustegelased (în estonă)
2. ↑  Haldus- ja asustusjaotus (în estonă), Consiliul Funciar Eston[*], accesat în 21 noiembrie 2020